# Realitat artificial
«Realitat artificial» va ser el terme que va utilitzar Myron W. Krueger per a descriure els seus entorns immersius i interactius, basats en tècniques de reconeixement de vídeo, que oferien a l'usuari contacte total i sense noses amb el món digital. Va començar aquest treball a la fi dels anys 60 i és considerat una figura clau per a la innovació primerenca de la realitat virtual. El seu primer llibre, Artificial Reality, va ser publicat en 1983 i actualitzat en 1991 amb el títol d'Artificial Reality II (tots dos publicats per Addison-Wesley).
En el llenguatge modern, el terme «realitat artificial» se sol usar per a descriure una realitat virtual que és indistingible de la realitat. És el que la distingeix del terme «realitat virtual», que se sol aplicar a la tecnologia que és com la realitat però fàcilment identificable com una simulació.